# Pourouma myrmecophila
Pourouma myrmecophila là loài thực vật có hoa trong họ Tầm ma. Loài này được Ducke miêu tả khoa học đầu tiên năm 1932.